# Stefanos Atanasiadis
Stefanos Klaus Atanasiadis (ur. 24 grudnia 1988 w Lakomie na Półwyspie Chalcydyckim) – grecki piłkarz grający na pozycji napastnika. Od 2006 roku jest zawodnikiem klubu PAOK FC.

## Kariera klubowa
Karierę piłkarską Atanasiadis rozpoczął w klubie PAOK FC. Następnie trenował w juniorach Triestiny i Herthy Berlin. W 1998 roku wrócił do PAOK-u, a w 2006 roku awansował do kadry pierwszej drużyny. 24 lutego 2007 roku zadebiutował w pierwszej lidze greckiej w przegranym 1:3 domowym meczu z Larisą. W 2009 roku został na sezon 2009/2010 wypożyczony do drugoligowego Panserraikosu. W 2010 roku awansował z nim do pierwszej ligi, a następnie wrócił do PAOK-u.
| Sezon   | Klub         | Kraj   | Rozgrywki     | Mecze | Bramki |
| ------- | ------------ | ------ | ------------- | ----- | ------ |
| 2006/07 | PAOK FC      | Grecja | Alpha Ethniki | 1     | 0      |
| 2007/08 | PAOK FC      | Grecja | Alpha Ethniki | 4     | 2      |
| 2008/09 | PAOK FC      | Grecja | Alpha Ethniki | 9     | 2      |
| 2009/10 | Panserraikos | Grecja | Beta Ethniki  | 21    | 3      |
| 2010/11 | PAOK FC      | Grecja | Alpha Ethniki | 16    | 5      |
| 2011/12 | PAOK FC      | Grecja | Alpha Ethniki | 25    | 12     |
| 2012/13 | PAOK FC      | Grecja | Alpha Ethniki | 26    | 13     |
| 2013/14 | PAOK FC      | Grecja | Alpha Ethniki | 24    | 9      |

## Kariera reprezentacyjna
W reprezentacji Grecji Atanasiadis zadebiutował 8 czerwca 2011 roku w zremisowanym 1:1 towarzyskim meczu z Ekwadorem.